# Pista del Bosc (Serradell)
La Pista del Bosc és una pista rural del terme municipal de Conca de Dalt, en territori del poble de Serradell, a l'antic terme de Toralla i Serradell, al Pallars Jussà.
Arrenca de la Pista de Serradell a la Costa, just al sud i a sota de Serradell, des d'on arrenca cap a ponent. Passa entre el Bancal Llarg (nord) i lo Camp (sud), travessa el barranc de Rastanyó, passat el qual en surt cap al nord-oest el Camí de Can Llebrer, i va passant pel costat de tot de partides: Llinars, al nord, Cantamoixó i la Plantada, al sud. Passa per la capçalera de la llau del Seix, i troba també a migdia la partida de Bramapà. Al cap de poc arriba al Tros de Santa Maria, on troba la llau de les Ribes. En aquest lloc deixa al nord-est la Borda del Seix i, al cap de poc, troba ran de camí, a migdia, la Borda de Santa Maria.
Després de passar per la capçalera de la llau de Santa Maria, troba l'arrencada cap al sud-oest de la Pista del Barranc, i s'enfila cap al costat de llevant de Barba-rossa i de la Planella, on s'enfila fent ziga-zagues pels contrafrots sud-occidentals del Serrat de Santa Eulàlia, prenent la direcció general cap al nord-oest, fins que torna a trobar un altre tram de la Pista del Barranc. Continua de forma paral·lela a la llau del Cornàs, que queda a ponent, i arriba a lo Bosc, i encara té un altre tram per acabar d'arribar a la Plana de Pujol, travessant, en el darrer moment, la llau del Cornàs.